# حسن اعسیله
حسن اعسیله (انگلیسی: Hassan Amcharrat؛ زادهٔ ۱۹۴۸) بازیکن فوتبال اهل مراکش بود.
وی همچنین در تیم ملی فوتبال مراکش بازی کرده‌است.